# RT-2PM 토폴
RT-2PM 토폴(RT-2PM Topol)은 소련과 러시아의 3단 고체 추진 대륙간 탄도 미사일이다.

## 역사
1961년 미국은 지하 사일로형, 무게 35톤, 3단 고체연료인 미니트맨 핵미사일을 배치하였고, 이에 러시아도 똑같이 지하 사일로형, 무게 35톤, 3단 고체연료인 RT-2를 7년 늦은 1968년에 배치했다. RT-2PM 토폴은 RT-2를 지상 트럭 이동식으로 개량한 것이다. 1977년에 토폴의 개발이 시작되었고 1982년에 최초 시험발사가 있었으나 실패했다. 1983년에 시험발사가 성공하였고 1985년에 생산되어 배치가 시작되었다. 공식적인 배치는 1988년이다.
START I 조약이 체결된 1991년 당시, 소련은 288기의 토폴 미사일을 실전 배치하였다. 1991년 소련이 붕괴되고 러시아가 독립하고 나서도 토폴은 계속 증가하였고 1996년 360기의 토폴 미사일이 배치되었다.
1987년 INF 조약이 체결된 후 다수의 SS-20 발사장이 토폴 미사일을 발사할 수 있게 개조되었다. 미국은 조약 협상 과정에서 이에 대해 매우 우려를 표시하였다. 이동식 발사차량을 위장하면 어떤 것이 단일탄두인 토폴 미사일인지, 3개의 MIRV 탄두를 장착한 RSD-10 파이오니어 미사일인지 알 수 없다는 우려였다. 미국과 소련은 그래서 식별이 쉽도록 단일탄두 핵미사일 이동식 트럭과 다탄두 핵미사일 이동식 트럭에서 방출하는 중성자의 종류를 달리 설정하기로 합의하였다.
소련군 합참의장 니콜라이 오가르코프는 1983년 9월 1일 밤에 대한항공 007편 여객기가 캄차카반도로 침입해 오자 토폴 미사일 시험 발사를 취소했다. 플레세츠크 우주 기지에서 발사된 토폴은 24분 뒤에 캄차카반도의 클류치(Klyuchi)의 목표물을 명중하기로 되어 있었다.
2개의 MIRV 탄두를 장착한 토폴 미사일 시험 발사가 1991년에 있었다. 4개의 MIRV 탄두를 장착한 토폴 미사일 시험 발사를 최소한 한 번은 하였다.
1968년 RT-2(SS-13, 사일로), 1972년 RT-2P(SS-14, 트럭), 1985년 RT-2PM 토폴(SS-25, 트럭), 1997년 RT-2PM2 토폴-M(SS-27, 트럭)이 실전배치되었다.
러시아는 미국이 지상발사 미사일을 LGM-30 미닛맨 단일모델만 유지하기로 한 정책과 동일하게, 토폴 미사일 시리즈만을 남기고 나머지 핵미사일들은 모두 폐기한다는 방침이다. 다만, 수명을 단축해 조기에 폐기한다는 것은 아니다.

## 최신동향
2007년 10월 18일, 플레세츠크 우주 기지의 이동식 트럭(TEL)에서 발사된 토폴은 24분 뒤에 캄차카반도의 목표물에 명중했다. 러시아 전략로켓군은 이번 시험발사로, 토폴의 수명이 21년으로 연장되었다고 발표했다.
2008년 8월 28일, 토폴 미사일이 시험 발사되었다. 지상의 탄도 미사일 탐지 레이다를 회피하는 능력을 시험했다. 이번 테스트에서는 미사일 방어를 뚫도록 설계된 새로운 핵탄두를 사용했다.
2008년 10월 12일 토폴의 마지막 시험 발사가 있었다. 핵탄두 대신 연습용 탄두를 장착한 토폴이 플레세츠크 우주 기지에서 발사되어 캄차카반도의 쿠라 미사일 시험장의 목표물을 명중했다. 메드베데프 러시아 대통령이 참석했다.
토폴은 앞으로 토폴-M 미사일로 교체될 것이다.

## 같이 보기
- Start-1 - 토폴 민간 우주로켓. 대한민국 수입 관련
- RT-2PM2 토폴-M - 토폴 개량형
- RS-24 야르스 - 토폴-M의 최신 개량형